# Bernard Loiselle
Pour l’article homonyme, voir Loiselle.
Bernard Pierre Loiselle LL.L. (né le 2 mai 1948) est un avocat et homme politique fédéral du Québec.

## Biographie
Né à Saint-Marc-sur-Richelieu dans la région de la Montérégie, il devient député du Parti libéral du Canada dans la circonscription fédérale de Chambly en 1974. Réélu dans Verchères en 1979 et en 1980, il fut défait dans Verchères en 1984 par le progressiste-conservateur Marcel Danis et dans Chambly en 1988 par le progressiste-conservateur Richard Grisé.
Durant son passage à la Chambre des communes, il a été secrétaire parlementaire du ministre de l'Industrie et du Commerce de 1977 à 1979 et du ministre des Affaires indiennes et du Nord canadien en 1980.